# Carl Paul Caspari

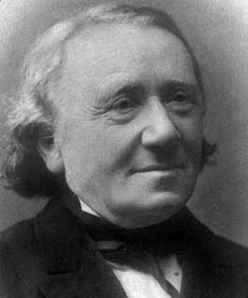
C.P. Caspari.

Carl Paul Caspari, född 8 februari 1814 i Dessau, död 11 april 1892 i  Kristiania, var en norsk-tysk teolog och orientalist, far till den norske diktaren Theodor Caspari.

## Bakgrund och utbildning
Caspari föddes i en judisk familj, studerade under Heinrich Leberecht Fleischers ledning orientaliska språk i Leipzig och övergick 1838 till kristendomen. Sedan han därefter i Berlin studerat teologi under Ernst Wilhelm Hengstenberg samt i Leipzig fortsatt sina studier i gammaltestamentlig exeges och orientaliska språk, blev han 1842 filosofie doktor i Leipzig och 1844 teologie doktor honoris causa i Königsberg.

## Karriär
1845 avslog han en kallelse att bli lärare vid Königsbergs universitet, då han icke ville sluta sig till den preussiska unionen. 1847 mottog han en dylik kallelse till Kristiania, där han sedan verkade först som lektor och sedan, ifrån 1857, som professor i teologi. Redan under andra terminen av sin verksamhet i Norge höll han sina föreläsningar på norska, och småningom levde han sig fullkomligt in i de norska förhållandena. 1850 och 1857 avslog han kallelser till Rostock och Erlangen.

## Akademisk gärning
Caspari var en av Europas förnämste lärde på teologins och den österländska filologins områden samt utvecklade en betydande litterär verksamhet. Hans Grammatica arabica (1844-48) åtnjuter stort anseende och William Wrights engelska bearbetning av verket under titeln A Grammar of the Arabic language (Cambridge University Press, 1874-1955) är fortfarande ett standardverk i arabisk grammatik som fortfarande kommer ut i nya upplagor.
Några av hans verk - såsom Ueber den syrisch-ephraimitischen Krieg unter Jotham und Alias (1849) och Über Micha den morasthilen und seine prophetische Schrift (1852) - har utkommit som universitetsprogram.
År 1867 utgav han Commentar til de tolv förste capitler af propheten Jesaja. Caspari offentliggjorde även flera populära teologiska arbeten och deltog från 1857 i redaktionen av Theologisk tidsskrift (utgiven i Kristiania), till vilken han lämnade en stor mängd bidrag. Som universitetslärare åtnjöt Caspari stort anseende, och på det kyrkliga livet i Norge utövade han ett mäktigt inflytande. Han var städse en sträng lutheran och avgjord motståndare till grundtvigianismen. Större delen af hans i Theologisk tidsskrift intagna avhandlingar är sålunda inlägg i den av Grundtvig väckta rörelsen, i det de består av historiska undersökningar rörande dopsymbolet i kyrkan. Dit hör hans även separat utgivna skrifter Ungedruckte, unbeachtete und wenig beachtete Quellen zur Geschichte des Taufsymbols etc. (I-III, 1866 -75), Nadverens indstitelsesords gudstjenstlige historie fra det femte aarhundrede af indtil vore dage (1868), Alte und neue quellen zur geschichte des Taufsymbols etc. (1879). I förening med Gisle Johnson utgav han i norsk översättning Konkordiebogen eller den evangelisk-lutherske kirkes bekjendelses-skrifter (1861-66; 2:a uppl. 1882).
De fynd han på sina utländska resor gjorde bragte honom att på de senare åren av sitt liv sysselsätta sig med den kyrklig-latinska litteraturen under övergångstiden mellan kyrkans forntid och medeltid. Därunder framdrog han ett material, som har intresse ej mindre för kulturhistorien och språkforskningen än för kyrkohistorien, såsom i Martin von Bracaras schrift De correctione rusticorum (1883), Kirchen-historische anecdota. 1. Lateinische schriften (samma år), Eine Augustin fälschlich beigelegte homilia de sacrilegiis (1886) och Briefe, Abhandlungen und Predigten aus den zwei letzten Jahrh. des kirchlichen Alterthums und dem Anfang des Mittelalters (1891).

## Bidrag till den norska bibelöversättningen
Alltifrån sin ankomst till Norge var han medlem av den till revision av den norska bibelöversättningen tillsatta kommittén, och han fick uppleva fullbordandet av arbetet med gamla testamentet, vilket framlades vid det norska bibelsällskapets 75 :e årsfest i maj 1891.